# Europäisches Sorgerechtsübereinkommen
Das Europäische Übereinkommen über die Anerkennung und Vollstreckung von Entscheidungen über das Sorgerecht für Kinder und die Wiederherstellung des Sorgeverhältnisses, kurz Europäisches Sorgerechtsabkommen, wurde am 20. Mai 1980 vom Europarat beschlossen (SEV Nr. 105; BGBl. 1990 II S. 206, 220) und ist ein Teil des internationalen Familienrechts. Sein Ziel ist es, verletzte Sorgerechtsverhältnisse wiederherzustellen; es wirkt auf die baldige Rückführung eines Kindes hin. Es trat in Deutschland 1991 in Kraft.

## Belege
1. ↑  Susanne Dornblüth: Die europäische Regelung der Anerkennung und Vollstreckbarerklärung von Ehe- und Kindschaftsentscheidungen. Mohr Siebeck, 2003, S. 9.
2. ↑  Ratifizierung